# Жељко Димитријевић
Жељко Димитријевић (СФРЈ, 4. јануар 1971) српски је атлетичар и параолимпијац. Најчешће се такмичи у бацању чуња.
На Параолимпијским играма у Лондону Жељко Димитријевић је оборио светски рекорд у бацању чуња и освојио прву златну медаљу за Србију. Димитријевић је до злата дошао хицем из првог покушаја 26,88 метара, који му је донео 1.010 бодова.. На параолимпијским играма 2016. године у Рију освојио је златну медаљу и оборио светски рекорд,

## Награде

### Друге награде
- 2012: Награда Браћа Карић
- 2016: Награда Браћа Карић
- 2022: Награда Браћа Карић